# Hypoxylon laschii
Hypoxylon laschii är en svampart som beskrevs av Nitschke 1867. Hypoxylon laschii ingår i släktet Hypoxylon och familjen kolkärnsvampar.  Arten är reproducerande i Sverige. Inga underarter finns listade i Catalogue of Life.